# 南散镇区
南散镇区是缅甸掸邦德昂自治区下辖的一个镇区，治所位于南散。